# جرج‌تاون (آلاسکا)
جرج‌تاون (به انگلیسی: Georgetown) شهرکی در ناحیه سرشماری بتل، آلاسکا ایالت آلاسکا است که جمعیت آن در سرشماری سال ۲۰۰۰ میلادی ۳ نفر بوده‌است.